# Oșorhei
Oșorhei (węg. Fugyivásárhely) – wieś w Rumunii, w okręgu Bihor, w gminie Oșorhei. W 2011 roku liczyła 3179 mieszkańców.